# La figlia di Zazà
La figlia di Zazà è un film italiano del 1913 diretto da Luigi Maggi.

## Trama
Lalla vive in campagna con la sua governante e non sa niente di sua madre, una celebre prostituta di città conosciuta col nome Zazà. Nella tranquillità della sua vita conosce un giovane, Alfredo, e i due si innamorano. Morta la governante Lalla decide di andare a vivere con sua madre, che le nasconde la verità della sua vita. Quando Zazà da una festa Lalla invita anche Alfredo, che vedendo la sua amata in un ambiente equivoco crede che la ragazza sia della pasta della madre e se ne va invitandola a seguirlo a casa sua. Lalla non sa il vero motivo di quella richiesta ma dalla reazione di Alfredo ha capito chi sia davvero la madre. Raggiunto l'amato le chiede di sposarlo quanto prima, ma Alfredo la crede una prostituta e la rifiuta. "Una donna come te non si sposa!", le dice. La ragazza non può far altro che tornare alla sua casa di campagna, ma qualche tempo dopo scrive ad Alfredo di raggiungerla, perché è disposta a concedersi. Il giovane parte subito per raggiungerla ma ad una curva una donna si getta sotto le ruote dell'automobile. È Lalla, che prima di morire dice ad Alfredo: "una donna come me si sposa o... muore!".

## Critica
(La Vita Cinematografica, 15 giugno 1913)